# Francisca Pereira
Francisca Lucas Pereira Gomes, kurz Francisca Pereira (* 1942 in Bolama, Portugiesisch-Guinea) ist eine guinea-bissauische Krankenschwester, Widerstandskämpferin und Politikerin (PAIGC).

## Leben
Pereira wurde 1942 in der ehemaligen Hauptstadt der portugiesischen Kolonie Portugiesisch-Guinea, Bolama, geboren. Als Jugendliche schloss sie sich 1959/60 der guinea-bissauischen Widerstands- und Unabhängigkeitsbewegung PAIGC an. Sie arbeitete zunächst im Sekretariat und der Schule der PAIGC in Conakry, später wurde sie 1965 in die UdSSR geschickt, um eine Ausbildung als Krankenschwester zu erhalten. Ab 1967 war sie stellvertretende Leiterin der Escola Piloto in Conakry, ein Ausbildungszentrum der Partei für guinea-bissauischen Waisenkinder und Kriegsflüchtlinge.
Kurz danach schickte sie die PAIGC von Guinea direkt in die umkämpfte Kolonie, wo sie in den südlichen, bereits von der PAIGC besetzten Gebieten als Krankenschwester arbeitete. 1970 wurde sie versetzt und weiter in den Norden geschickt. Dort war sie ebenfalls als Krankenschwester im PAIGC-Krankenhaus von Ziguinchor (Senegal) tätig. Zwischen 1970 und 1975 vertrat Francisca Pereira zudem den Frauenflügel der PAIGC auf zahlreichen Konferenzen.
Seit der Unabhängigkeit von Guinea-Bissau hatte Pereira verschiedenste Ämter im guinea-bissauischen Staat inne. Unter anderem war sie Bürgermeisterin ihrer Geburtsstadt Bolama und Vorsitzende der Frauenunion der PAIGC (União Democrática das Mulheres da Guiné-Bissau). Nach der Demokratisierung Guinea-Bissaus und einer Hinwendung zu einem Mehrparteiensystem, übernahm Pereira verschiedene Ämter in den 1990er Jahren: Von 1990 bis 1994 war sie Ministerin für Frauenangelegenheiten, von 1994 bis 1997 erste stellvertretende Präsidentin der Nationalen Volksversammlung und von 1997 bis 1999 Innenministerin.